# Años 1670
Los años 1670 o década del 1670 se extendió desde el 1 de enero de 1670 y terminó el 31 de diciembre de 1679.

## Acontecimientos
- 1670 - Clemente X sucede a Clemente IX como papa.
- 1676 - Inocencio XI sucede a Clemente X como papa.
- Isaac Newton publicó su tratado de la luz.
- Este decenio no se registraron manchas solares. Mínimo de Maunder